# کلاتی (سنندج)
کلاتی، روستایی از توابع بخش کلاترزان شهرستان سنندج در استان کردستان ایران است.
فاصله این روستا تا شهر سنندج 40 کیلومتر می باشد

## جمعیت
این روستا در دهستان ژاورود غربی قرار دارد و براساس سرشماری مرکز آمار ایران در سال ۱۳۸۵، جمعیت آن ۶۲۱ نفر (۱۵۲خانوار) بوده‌است.